# Cronos (film)
Cronos is een Mexicaanse horrorfilm uit 1992 en was het regiedebuut van Guillermo del Toro. De film ging op 9 september 1992 in première in Mexico en werd in 1993 vertoond tijdens het Semaine de la Critique-programma van het Filmfestival van Cannes. De film was de Mexicaanse Oscarinzending voor buitenlandse film maar werd niet genomineerd.

## Plot
In 1536, in Veracruz (Mexico), tijdens de Inquisitie, bouwt een alchemist een mysterieus en verfijnd apparaat genaamd Cronos, dat de bezitter ervan een eeuwig leven schenkt. In de huidige tijd vindt de antiekhandelaar Jesus Gris de Cronos verborgen in een oud standbeeld terwijl hij het samen met zijn kleindochter Aurora aan het schoonmaken is. Per ongeluk activeert hij het apparaat en al snel merken zijn vrouw Mercedes en hij dat hij er jonger uitziet. Plotseling bezoekt de vreemdeling Angel de la Guardia (gespeeld door Ron Perlman) Gris' winkel en koopt het oude standbeeld. De volgende dag vindt Gris zijn winkel vernield en Angels kaartje op de vloer. Hij bezoekt Angel, die hem introduceert bij zijn oom, de excentrieke miljonair Dieter de la Guardia, die de genezende kracht en het eeuwige leven dat door Cronos wordt gegeven, uitlegt. Angel wordt door De la Guardia gestuurd om Gris te achtervolgen om Cronos te bemachtigen, ongeacht de kosten.